# الفنان الوطني الفلبيني
نظام الفنانين الفلبينيين المحليين؛ هو ترتيب معطى من قبل جمهورية الفلبين للفلبينيين اللذين يقدمون مساهمات ذي قيمة لتطوير الفن الفلبيني. أعضاء هذا الترتيب معروفين كفنانين محليين. تم تأسيسها بالأصل لتمنح كجائزة الا ان تم تطويرها لتصبح كمرتبة في عام 2003.
يدار هذا الترتيب من قبل 'مركز الثقافة الفلبينية' بميزة البيان رقم 1001 للرئيس فيرديناند ماركوس للثاني من شهر أبريل، نيسان لعام 1972 والهيئة المحلية للثقافة والفنون. أول جائزة منحت للرسام الفلبيني 'فيرناندو امرسولو' بعد وفاته.

## التعريف
يمنح أعلى ترتيب في التكريم للأشخاص اللذين قدمو الأكثر لمجالهم الفني، الموصى بهم من قبل مركز الثقافة والهيئة المحلية للثقافة والفنون ولهم الاولوية بالحصول على الجائزة، هؤلاء يمنحون لاحقا لقب ' فنانون محليين ' في بيان رئاسي، ويتم كذلك إدراج إسمهم في مقدمة لائحة ترتيب الفنانين.

## الفئات
الفئات التي يمكن من خلالها التعرف على الفنانين الوطنيين تشمل في الأصل  ؛

### الموسيقى
الغناء، الفنون البصرية، والتقديم أو الاستعراض

### الرقص
فن الرقص /تصميم الرقص، الإخراج/ فن الإستعراض.

### المسرح
الإخراج، الإستعراض/ تصميم الإنتاج.

### الفنون المعاصرة
فن الطلاء، النحت، الطباعة، التصوير الفوتوغرافي، فنون التركيب، فنون التقديم والفنون الجرافيكية.

### الأدب
الشعر، الخيال، مقالات، كتابة المسرحيات، الصحافة/ النقد الصحفي.

### السينما والتوزيع الفني/ فنون الترويج
الإنتاج، الكتابة، تصميم الإنتاج، التصوير السينمائي، التحرير والنشر، الأعمال المتعلقة بالكاميرا والتصوير.

### العمارة، التصميم والفنون المتفرعة
فنون العمارة، التصميم الداخلي، فنون صناعية، تصميم المناظر الطبيعية، وتصميم الأزياء.
إلا أن تم إدراج فئات جديدة مؤخرا، اللجنة الوطنية لوكالات التصديق أدرجت فئة تسمى الفنون المحلية لتصميم الأزياء وتم ترشيح 'رامون ڤاليرا' ولكن أدرجوها تحت فئة 'فنون العمارة، التصميم والفنون المتفرعة '.
الرئيس ‘فيديل فالديس راموس’ اصدر قرار تنفيذي بانشاء فئة ' الفنون المحلية للادب التاريخي' وذلك قبل منحه التكريم ل ' كارلوس كويرينو' .

## تصفح أيضا
=
- Art of the Philippines
- ثقافة الفلبين
- National Living Treasures Award (Philippines)
- السياحة في الفلبين